# 林曼麗
林曼麗（1954年8月8日—）臺灣藝術教育學者，日本東京大學教育學博士。現任國立台北教育大學藝術與造形設計學系名譽教授、北師美術館總策劃、國家文化藝術基金會董事長。曾任國立台北師範學院美勞教育系系主任、台北市立美術館館長、國立故宮博物院院長、副院長等職。

## 生平
1954年出生於臺南。其父親林有川為物理學家，母親林鄭清柳曾至日本學習服裝設計與花藝設計。
1979年畢業於臺灣師範大學後，林曼麗負笈日本，進入東京大學教育學研究所就讀，1983年完成碩士學位研究。1987年10月7日以《日本図畫教育における「表現」の発見》論文取得教育學博士學位。1989年2月25日，由東京大學出版會發行專書《近代日本図畫教育方法史研究：「表現」の発見とその実踐》。根據東京大學的博士畢業證書編號，林曼麗是東大創校以來第23位教育學博士，同時也是第一位女性、外籍教育學博士。
1988年，返台後任教於國立台北師範學院。1992年創設美勞系並擔任首屆系主任期間，延攬了許多當時從國外返台的新生代藝術家及理論研究者進入美勞系任教。

## 職業生涯

### 北美館館長

#### 制定美術館典藏制度
1996年，林曼麗上任後成立典藏發展小組。北美館原本的購藏制度是由典藏委員會擬定藝術家名單，再由藝術家建議美術館蒐購其推薦的作品，美術館處於被動狀態。典藏發展小組的設立是以主動建立美術館自身風格為前提，由不同專業背景的館員提出研究報告與委員會名單，作為每年蒐購館藏的基礎，並在過程中培養館內研究人才。

#### 大美術館計畫
林曼麗認為北美館具備國際化的任務與首都規格，應該要有一個博物館政策的完整結構。因此按照典藏、展示功能，規劃出近代、現代與當代三種不同功能的館舍。既有的北美館建築維持現代美術館的定位，鄰近市中心的長安東路舊市府作為當代藝術與科技結合的實驗館，美術公園則興建近代美術館，用來典藏、展示散落在民間的台灣前輩畫家作品。這項計畫當時並沒有實現。2022年，北美館擴建案正式啟動。
1997年以國家館名義參與威尼斯雙年展，並洽談設立永久館，最後未能實現。
邀請南條史生擔任策展人，策劃臺灣第一個國際雙年展——1998台北雙年展「慾望場域」。

#### 建構台灣近代藝術史
2000年6月3日至8月27日，北美館同時推出「台灣東洋畫探源」及「東亞油畫的誕生與開展」兩個大型特展。
「東亞油畫的誕生與開展」為北美館與日本靜岡縣立美術館共同策劃，首次將台灣近代油畫作品置於19至20世紀初東亞地區發展脈絡之下，集結台灣、日本、中國、韓國美術館館藏及各國學者的研究成果的巡迴展。「台灣東洋畫探源」由林曼麗策劃，以當時甚少受到研究關注的東洋畫（膠彩畫）作為展覽主軸。展覽籌備期間，館員走訪台灣各地蒐羅展件，館長也親赴日本長野縣討論鄉原古統作品典藏事宜，開啟北美館在「台灣現代化起源」議題上的研究整理、典藏、保存及展示推廣等工作。
這兩檔東、西洋畫展覽，除了豐富台灣近代美術史典藏，包括郭雪湖《南街殷賑》、鄉原古統《台灣山海屏風》等，也讓館方與藝術家家屬、藏家建立長遠的連結。北美館展覽組前組長方美晶曾表示，基於「台灣東洋畫探源」展覽結下的緣分，北美館自鄉原古統之子鄉原真琴處獲贈多件名作。2016年，鄉原真琴離世前更將鄉原古統1936年甫自台灣返日定居時創作的《春之庭》、《夏之庭》屏風贈與北美館。

### 改造總統府會客室

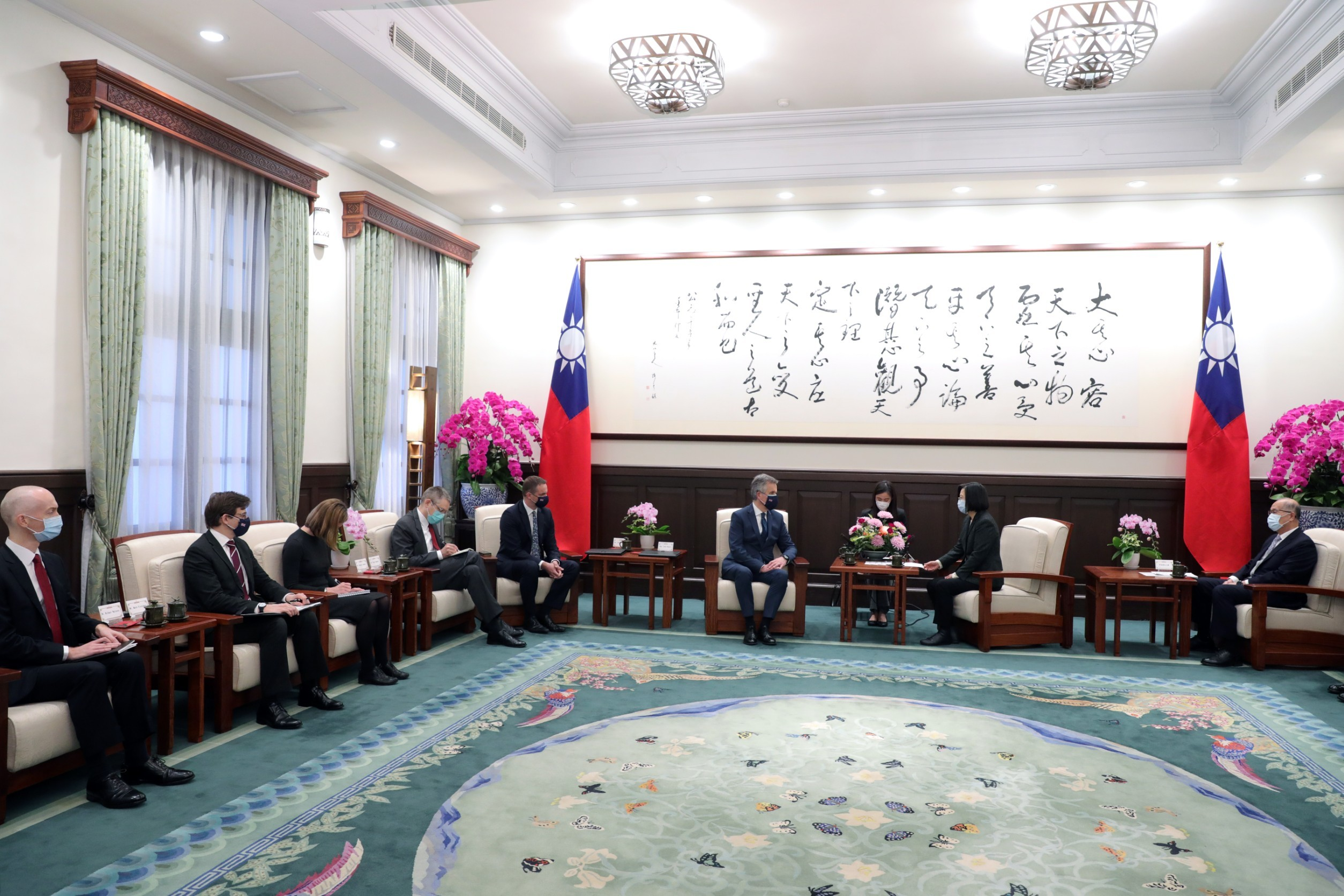
總統府臺灣綠廳會客室

2001年到2006年，台灣第一次政黨輪替期間，林曼麗陸續改造三間總統府會客室：台灣綠廳、台灣虹廳、台灣晴廳。綠廳原為蔣中正辦公室，2001年整修後以台灣高山為象徵命名為綠廳。晴廳原為蔣經國辦公室，設計成代表海洋國家的藍色，中央掛上顏水龍的作品《玉山日出》。虹廳由於是總統宴請賓客的宴會廳，因此以彩虹作為種族融合的意象。三間會客室的內部空間改造與修繕工程都是由林曼麗擔任總策劃，當中的藝術品挑選與傢俱設計、製作等環節也都由林曼麗把關。

### 國藝會董事長
林曼麗共擔任過三次國藝會董事長。2003年2月1日首次出任國藝會董事長，面對當時銀行利率下降，補助資金不足的情況，推動國藝會轉型。

#### 推動專案補助制度
2003-2004年期間，林曼麗改變原本僅依靠常態性補助和被動接受贊助的運作模式，成立「國藝之友」藝企平台與研究發展組。國藝會開始根據機構專業，分析國內外相關政策與數據、觀察藝文界當下需求，並提供企業會員贊助項目的建議與媒合。「表演藝術追求卓越」、「科技藝術」、「視覺藝術策展」、「長篇小說創作發表」等文學、表演、視覺藝術領域的專案補助，皆由此開始，此次轉型確立國藝會在官方、企業與藝文團體之間的中介角色。

#### 設立國際交流平台
2017年，林曼麗第二次出任國藝會董事長時，整合國藝會歷年補助與各種國際合作累積的資源成立「ARTWAVE - 臺灣國際藝術網絡平台」。由於台灣在國際藝文交流上經常無法以國家身份進行對等合作，國藝會因此扮演台灣藝術界的官方代表，主動拓展國際交流的機會。隨後與英國文化協會、日惹雙年展、澳亞藝術節、TPAM表演藝術會in橫濱、越南國家文化藝術研究院、澳洲駐臺辦事處等機構簽署合作備忘錄。
2022年，第三次董事長任期的最後一年，將國藝會近年累積的餘絀三億元轉為「特別公積金」，專款用於「藝術未來行動專案」，徵求二、三年為期的中、長期發展計畫，回應Covid-19後藝文生態的未來。

### 國立故宮博物院院長

#### Old is New
擔任副院長期間，林曼麗被授與建立故宮對外行銷與建立新形象的任務。提出「以人為本」的博物館思維，藉著「Old is New」的理念開啟故宮從「保管文物」到「社會服務」的文化轉型。在門票收入之外，拓展商品、授權及會員等多方資源。開始授權國內外設計師開發衍生商品、尋求科技業和企業的贊助合作。2006年，由林強擔任「Old is New」形象廣告代言人，邀請侯孝賢、袁廣鳴等結合故宮文物創作電影與當代藝術作品。故宮走下台階進入臺灣公眾視野，與生活接軌的形象可以說是從這個時代開始。

#### 國立故宮博物院組織法
升任院長後，林曼麗著手推動故宮內部組織改造。2008年通過「國立故宮博物院組織法」，在原本以書畫、器物、圖書文獻三處獨大的學術架構之外，增加展示服務處、教育推廣處、文化行銷處及保存維護處，並設立公共關係事務辦公室和展覽設計等部門，同時也嘗試把當時累積了三億多台幣的「故宮文物藝術發展基金」當作法人化的本錢，不過當時對組織條例修正的法案大部分都停留在是否去中國化的討論，並沒有真正法人化。
林曼麗於卸任受訪時表示：「所謂文化，並不是誰主政就能把它翻轉，如果你是一個有文化素養的人，就不會用粗糙手法處理。怎樣從保存、供奉文物，轉換為重視人的價值，創造文物與人的對話，才是博物館該做的事。」

### 北師美術館
北師美術館隸屬於國立臺北教育大學，由林曼麗於2011年推動成立，展覽以台灣近代美術與當代藝術為主，並從2011年的第一檔展覽《序_曲_展：依然是教育的先鋒‧藝術的前衛》與蔡明亮合作開始，就知名於以藝術史研究為基礎、與當代創作者合作，結合展示設計、行銷推廣，呈現跨時代對話的展覽策劃風格。
2020年，《不朽的青春──臺灣美術再發現》以黃土水〈出生在台灣〉中的名言：「永劫不死的方法只有一個。就是精神上的不朽。」作為展名，加上創作於1920年的《少女胸像》是幾十年來首次於台灣公開面世的黃土水作品，明確的論述主軸和展場視覺，加上將修復過程拍攝成展覽前導片，以及王榆鈞創作的導覽配樂專輯，讓展覽在宣傳與推廣台灣近代美術上獲得相當大的成功。
2021年，《甘露水》在1921年入選帝展一百年後於《光──臺灣文化的啟蒙與自覺》展出。

## 出版
- 《日本近代圖畫教育方法史研究》，東京大學出版會，日本東京，1989。
- 《台灣視覺藝術教育研究》，雄獅美術，台北，2000.2。
- 《博物館／美術館的未來性：行政法人制度研究》，林曼麗 總監修，典藏藝術家庭，2022。

## 榮譽
- 2000年獲法國文化部頒發藝術與文學勳章騎士勳位。[23]
- 旭日中绶章（日本，2023年11月3日公布[24]）

### 其他
- 2018年獲頒日本外務省「外務大臣表彰」。[25]

## 外部連結
藝企網 （页面存档备份，存于）
ARTWAVE - 臺灣國際藝術網絡平台 （页面存档备份，存于）
北師美術館 （页面存档备份，存于）
| 官衔           | 官衔                                            | 官衔          |
| -------------- | ----------------------------------------------- | ------------- |
| 中華民國行政院 |                                                 |               |
| 前任： 石守謙  | 國立故宮博物院院長 2006年1月25日－2008年5月20日 | 繼任： 周功鑫 |